# Écoles publiques de Denver

West High School à Denver

Les écoles publiques de Denver (Denver Public Schools ou Denver County School District 1, abrégé en DPS, en anglais) constitue le système scolaire public de la ville et du comté de Denver dans le Colorado aux États-Unis.

## Histoire
La première école de Denver, ouverte en 1859, faite de rondins en bois, était située sur la Douzième rue entre les rues Market et Larimer. En 1902, l'organisation actuelle est mise en place après la création de la ville et comté de Denver.

## Établissements
Aujourd'hui, le DPS gère 138 écoles du niveau élémentaire au niveau secondaire, ainsi que des établissements comme l'école des arts ou le centre d'études internationales. 

## Effectifs
Au total, il accueille environ 73 000 élèves. La communauté hispanique représente un peu moins de 60 % de la population estudiantine alors que la population blanche et la population afro-américaine atteint chacune un peu moins de 20 %. Le système emploie 13 087 personnes dont 4 555 enseignants.